# William Murdoch

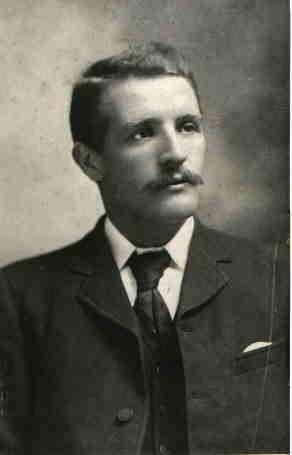
William Murdoch

William McMaster Murdoch (ur. 28 lutego 1873 w Dalbeattie, zm. 15 kwietnia 1912 na Oceanie Atlantyckim) – brytyjski marynarz, pierwszy oficer na statku „Titanic”, porucznik Royal Naval Reserve.

## Życiorys
Urodził się w rodzinie o bogatej tradycji żeglarskiej. Jego ojciec, Samuel Murdoch, był kapitanem i przyjaźnił się z pisarzem Josephem Conradem.
W 1887 William ukończył szkołę średnią i rozpoczął praktykę marynarską na statku „Charles Cosworth” należącym do armatora William Joyce & Coy. W 1891 uzyskał patent drugiego oficera. W 1899, podczas wojny burskiej, został mianowany porucznikiem Royal Naval Reserve. W 1900 rozpoczął pracę dla White Star Line na statkach „Medic” i „Runic” obsługujących linię Liverpool – Sydney, a w 1903 podjął służbę, jako drugi oficer, na parowcu „Arabic” pływającym na prestiżowej linii z Liverpoolu do Nowego Jorku, wiodącej przez niebezpieczne wody północnego Atlantyku. Podczas jednego z rejsów, zmieniając rozkazy pierwszego oficera, zapobiegł zderzeniu „Arabica” z żaglowcem. Od 1904 pełnił funkcję drugiego oficera na największych statkach White Star Line, m.in. „Celtic”, „Oceanic”, „Cedric” i „Adriatic”, na którym był już pierwszym oficerem.
W 1907 poślubił Adę Florence Banks, którą poznał w 1903 na pokładzie „Medica”.
W maju 1911 Murdoch zaciągnął się, w randze pierwszego oficera, na statek „Olympic”, którym dowodził kapitan Edward Smith, a następnie został przeniesiony na „Titanica”.
Na pokład „Titanica” wsiadł w Belfaście. Pierwotnie miał być głównym oficerem, ale kapitan Edward Smith wyznaczył na to stanowisko Henry’ego Wilde’a, co spowodowało, że Murdoch został niejako zdegradowany do stopnia pierwszego oficera.
W momencie kolizji Titanica z górą lodową, 14 kwietnia 1912, pełnił służbę na mostku kapitańskim. Po odebraniu meldunku o górze lodowej na kursie statku natychmiast podjął decyzję i wydał sternikowi Robertowi Hitchensowi rozkaz „Ostro na sterburtę”, a do maszynowni „Cała wstecz” próbując ominąć przeszkodę. Mimo tego nie udało się uniknąć kolizji z potężną górą lodową. Według niektórych wydanie takiego rozkazu było błędem, gdyż ster szybciej reaguje przy większej prędkości. Idealnym wyjściem z sytuacji, w jakiej znalazł się Murdoch 14 kwietnia 1912 było wydanie następujących rozkazów: albo tylko „Cała wstecz” lub tylko „Ostro na sterburtę”. Według bardziej prawdopodobnej wersji, Murdoch podjął właściwą decyzję i robił, co mógł, by uniknąć zagłady statku. Był odpowiedzialny za ewakuację pasażerów na prawej burcie statku. Utrzymuje się, że uratował więcej ludzi niż prowadzący ewakuację na lewej burcie drugi oficer Charles Lightoller, gdyż inaczej zinterpretował rozkaz kapitana: nie „Wyłącznie kobiety i dzieci”, a „Kobiety i dzieci najpierw”. Przyczyniło się to też do sprawniejszej ewakuacji pasażerów.
Pokazane w filmie Titanic Jamesa Camerona samobójstwo Murdocha (w tej roli wystąpił Ewan Stewart) nie jest prawdą, podobnie jak wzięcie przez niego łapówki od jednego z pasażerów. Ostatni raz widziany był na pokładzie przy próbie opuszczenia na wodę składanej szalupy ratunkowej. Najprawdopodobniej zginął próbując ratować innych pasażerów. Jego ciało nigdy nie zostało znalezione.
W Dalbeattie, jego rodzinnym mieście, został odsłonięty pomnik ku jego czci.